# USA-Jet-Airlines-Flug 199
Auf dem USA-Jet-Flug 199 (Flugnummer: JUS199) verunfallte am 6. Juli 2008 eine Douglas DC-9-15 der USA Jet Airlines, die sich auf einem Frachtflug von Hamilton (Ontario) über Shreveport nach Saltillo befand, gegen Ende des zweiten Flugabschnitts. Bei dem Unfall wurde eines der beiden an Bord befindlichen Besatzungsmitglieder getötet. Es handelt sich um den bis heute (Stand: Mai 2023) letzten Flugunfall einer Douglas DC-9 mit Todesopfern.

## Maschine
Bei der Maschine handelte es sich um eine Douglas DC-9-15(F), die 1967 als Baureihe Douglas DC-9-15RC im Werk von McDonnell Douglas in Long Beach, Kalifornien endmontiert wurde. Der Rollout der Maschine erfolgte am 6. September 1967, am 13. Oktober 1967 erfolgte der Erstflug. Das Flugzeug trug die Werknummer 47153, es handelte sich um die 185. Douglas DC-9 aus laufender Produktion. Am 18. Oktober 1967 wurde die DC-9 an Continental Airlines ausgeliefert. Sie wurde mit dem Luftfahrzeugkennzeichen N8910 zugelassen. Am 24. Juni 1972 verleaste Continental Airlines die Maschine an Southern Airways. Am 31. August 1972 wurde die Maschine an die Leasinggeberin retourniert. Am 7. Juni 1973 kaufte Hughes Airwest die Maschine und ließ sie mit dem Kennzeichen N9350 wieder zu. Ab dem 1. Oktober 1980 gehörte die Maschine zur Flotte von Republic Airlines. Am 14. September 1984 übernahm Purolator Courier die Maschine. Die Maschine wurde in diesem Zuge zum Frachtflugzeug umgebaut und im März 1985 mit dem Kennzeichen N567PC wiederzugelassen und durch Orion Air betrieben. Ab dem 21. September 1987 war Emery Worldwide die Eigentümerin, wobei die Maschine weiter durch Orion Air betrieben wurde. Im Jahr 1989 war die Maschine dann auf Ryan International Airlines zugelassen, ehe sie USA Jet Airlines am 1. Juli 1996 übernahm. Im Oktober 1996 wurde die Maschine mit dem neuen Kennzeichen N199US wiederzugelassen. Das zweistrahlige Schmalrumpfflugzeug war mit zwei Triebwerken des Typs Pratt & Whitney JT8D-7B ausgestattet. Bis zum Zeitpunkt des Unfalls hatte die Maschine eine Gesamtbetriebsleistung von 54.141 Betriebsstunden absolviert, auf die 69.161 Starts und Landungen (=Flugzyklen) entfielen.

## Insassen
An Bord der Maschine befand sich lediglich eine zweiköpfige Besatzung, bestehend aus einem Flugkapitän und einem Ersten Offizier. Der Flugkapitän gehörte der Fluggesellschaft seit dem 2. März 1998 an. Er war im Besitz von Musterberechtigungen für die Flugzeugtypen Boeing 737, Douglas DC-9 und Diamond DA20. Er verfügte über 7.146 Stunden Flugerfahrung, wovon er 2.587 Stunden im Cockpit der Douglas DC-9 abgeleistet hatte. Der Erste Offizier flog seit dem 5. Februar 2008 für USA Jet. Er hatte von den 6.842 Stunden Flugerfahrung, die er vorzuweisen hatte, 88 im Cockpit der Douglas DC-9 absolviert.

## Unfallhergang
Die Maschine startete am 5. Juli vom Willow Run Airport in Michigan, USA nach Hamilton in Kanada, wo Fracht beladen werden sollte. Die Maschine wurde mit Autoteilen mit einem Gewicht von vier Tonnen beladen und der Flug nach Shreveport, Louisiana fortgesetzt, wo die Maschine um 23:19 Uhr Ortszeit landete. Nachdem die Zollabfertigung erledigt wurde, startete die Maschine um 23:48 Uhr Ortszeit zum Weiterflug nach Saltillo, Mexiko.
Im Anflug auf Saltillo geriet die Maschine bei Nacht in eine Zone mit schlechter Sicht und schwierigen Wetterverhältnissen. Als der Kapitän keinen Sichtkontakt mit der anzufliegenden Landebahn 17 herstellen konnte, beschloss er den Anflug abzubrechen und durchzustarten. Neun Sekunden später stürzte die Maschine nach einem nicht stabilisierten Anflug in einem Industriegebiet 800 Meter nördlich vom Flughafen ab, brach auseinander und geriet in Brand. Der Kapitän starb und der Erste Offizier wurde schwer verletzt.

## Ursache
Die Unfallermittler führten den Unfall darauf zurück, dass die Piloten den instabilen Anflug fortsetzten, ohne die Landebahn in Sicht zu haben. Hierbei hätten sie die Kontrolle über die Maschine verloren, die aufgrund der geringen Flughöhe nicht mehr rechtzeitig abgefangen werden konnte. Als beitragende Faktoren vermerkten die Ermittler den Flug bei Nacht und schlechter Sicht, die schwierigen Wetterverhältnisse, die Übermüdung der Besatzung, die geringe Flugerfahrung des Ersten Offiziers mit dem geflogenen Flugzeugtyp, das unzureichende Befolgen von Standardverfahren, die unzureichende Überwachung durch die mexikanische Zivilluftfahrtbehörde, den Umstand, dass nur eine Karte für beide Piloten vorhanden war, aber auch, dass mehrere Komponenten der Cockpit-Anzeigen defekt gewesen waren; zudem habe ein Teil der Ausrüstung gefehlt.